# Dyakinodes centralis
Dyakinodes centralis är en kackerlacksart som först beskrevs av Walker, F. 1868.  Dyakinodes centralis ingår i släktet Dyakinodes och familjen småkackerlackor. Inga underarter finns listade i Catalogue of Life.